# Český teriér
Český teriér patří mezi malá plemena psů. Váha psa se pohybuje mezi šesti až deseti kilogramy, výška v kohoutku je kolem 30 cm.

## Historie
Český teriér byl vyšlechtěn v Klánovicích u Prahy kynologem Františkem Horákem v roce 1948 křížením Sealyhamského a Skotského teriéra. Cílem bylo získat teriéra vhodného pro lov v lese a hornické práce. Pan Horák pracoval po mnoho let jako asistent československé Akademie věd a získané poznatky uplatnil ve šlechtění psů. Horákovi psi byli oblíbeni po celém světě,[zdroj⁠?!] a proto byl za minulého režimu podezříván kvůli množství pošty, kterou dostával z ciziny.[zdroj⁠?!]
Český teriér byl uznán Mezinárodní kynologickou federací v roce 1963 jako plemeno číslo 246, skupina 3, Teriéři.

## Vzhled
Toto plemeno má krátké nohy a středně dlouhé tělo, podobně jako Skotský či Sealyhamský teriér. Hlava je dlouhá, výrazné vousy a obočí. Tělo je pevné, ale ne zavalité. Jemná vlnitá srst se vyskytuje v několika barevných variantách, v modrošedé, šedé, bílé nebo kávově hnědé barvě. Štěňata se většinou rodí černá nebo tmavě šedá. Oči jsou hnědé nebo žluté. Nos a pysky černé nebo vínové, vše se odvíjí od barvy srsti psa. Český teriér má uši ve tvaru trojúhelníku, které se skládají a visí blízko u hlavy. Hlava je dlouhá, ne příliš široká a má výrazný stop.

## Péče
Srst českých teriérů se netrimuje, pro zachování výstavního vzhledu je však potřeba ji pravidelně stříhat. Stříhá se tělo, část hlavy a ocas. Na břiše, hrudi a packách se nechává viset delší srst, stejně je tomu i na hlavě, kde vousy a obočí dotvarovávají masku. Delší srst je nutné často česat, aby nedocházelo ke zplstnatění.

## Zdraví
Toto plemeno může výjimečně postihnout křeč v zadních končetinách, která je jinak typická pro skotské teriéry. [zdroj?]